# Gymnastikos Syllogos Nikī Volou
Il Gymnastikos Syllogos Nikī Volou (in greco: Γυμναστικός Σύλλογος Νίκη Βόλου) è una società calcistica greca con sede nella città di Volo, in Tessaglia. Milita nella Souper Ligka Ellada 2, la seconda divisione del campionato greco di calcio.

## Storia
La società fu fondata il 19 agosto 1924. Nella stagione 2014-2015, a 48 anni dall'ultima volta, il club tornò in massima serie vincendo gli spareggi di seconda serie, ma per problemi finanziari poté disputare soltanto le prime 14 giornate del massimo campionato (2 vittorie, un pareggio e 11 sconfitte), prima di sciogliere l'organico nel dicembre 2014. Per le successive 20 partite al club fu assegnata la sconfitta a tavolino e la squadra subì anche una penalizzazione di 13 punti in classifica. Il Nikī Volou chiuse il torneo all'ultimo posto e retrocesse in seconda divisione.

## Organico

### Rosa 2023-2024
Aggiornata al 14 ottobre 2023.
| N. |                               | Ruolo | Calciatore           |
| -- | ----------------------------- | ----- | -------------------- |
| 1  | Grecia (bandiera)             | P     | Thanasīs Garavelīs   |
| 2  | Grecia (bandiera)             | D     | Savvas Topalidis     |
| 4  | Grecia (bandiera)             | D     | Chrīstos Gromītsarīs |
| 5  | Grecia (bandiera)             | D     | Apostolos Stikas     |
| 6  | Camerun (bandiera)            | C     | Joseph Antoine Na'a  |
| 7  | Grecia (bandiera)             | C     | Tasos Krītikos       |
| 8  | Grecia (bandiera)             | C     | Paulos Kyriakidīs    |
| 9  | Romania (bandiera)            | A     | Vlad Morar           |
| 10 | Guinea Equatoriale (bandiera) | C     | Josete Miranda       |
| 11 | Grecia (bandiera)             | C     | Dimitrios Litenas    |
| 16 | Grecia (bandiera)             | P     | Nikolaos Bourganis   |
| 18 | Grecia (bandiera)             | D     | Rafail Pettas        |
| 19 | Grecia (bandiera)             | C     | Lampros Politis      |
| 20 | Grecia (bandiera)             | C     | Vasilios Gavriilidis |

| N. |                    | Ruolo | Calciatore              |
| -- | ------------------ | ----- | ----------------------- |
| 21 | Grecia (bandiera)  | D     | Antonis Anastasiou      |
| 22 | Grecia (bandiera)  | D     | Panagiotis Panagiotidis |
| 25 | Albania (bandiera) | C     | Neti Meçe               |
| 26 | Grecia (bandiera)  | D     | Vangelis Andreou        |
| 29 | Camerun (bandiera) | D     | Patrick Bahanack        |
| 31 | Grecia (bandiera)  | C     | Paschalis Kassos        |
| 52 | Grecia (bandiera)  | C     | Adriano Skenderaj       |
| 66 | Grecia (bandiera)  | A     | Christos Tzioras        |
| 88 | Grecia (bandiera)  | P     | Vasilios Kravaritis     |
| 98 | Grecia (bandiera)  | C     | Gerasimos Voukelatos    |
| 98 | Brasile (bandiera) | C     | Léo Ribeiro             |
| 98 | Grecia (bandiera)  | A     | Panagiotis Ballas       |
| 98 | Grecia (bandiera)  | D     | Dimitrios Koutsimpanas  |

## Palmarès

### Competizioni nazionali
- Football League

1960-1961, 2013-2014
- Gamma Ethniki: 2

1975-1976, 1995-1996 (gruppo 2)
- Delta Ethniki: 2

1992-1993, 2001-2002 (gruppo 3)

### Altri piazzamenti
- Coppa di Grecia:

Semifinalista: 1946-1947, 1964-1965
- Beta Ethniki:

Secondo posto: 2013-2014 (girone Nord)
Terzo posto: 1959-1960 (girone Centro)
- Gamma Ethniki:

Secondo posto: 1987-1988 (gruppo 2), 2011-2012 (gruppo 2), 2017-2018 (gruppo 4), 2018-2019 (gruppo 4)
Terzo posto: 1985-1986 (gruppo 2), 1986-1987 (gruppo 2), 1993-1994 (gruppo 2), 2015-2016 (gruppo 2)
Promozione: 2002-2003
- Delta Ethniki:

Terzo posto: 2000-2001 (gruppo 3)